# Диоксидифторид молибдена(VI)
Диоксидифтори́д молибде́на(VI) — неорганическое соединение, оксосоль металла молибдена и плавиковой кислоты с формулой MoO2F2, бесцветные или светло-жёлтые гигроскопичные кристаллы, растворимые в воде с разложением.

## Получение
- Действие сухого фтористого водорода на диоксидихлорид молибдена(VI):

{\displaystyle {\mathsf {MoO_{2}Cl_{2}+2HF\ {\xrightarrow {}}\ MoO_{2}F_{2}+2HCl}}}
- Реакция оксида молибдена(VI) с фтором, фторидом молибдена(VI) или фторидом свинца:

{\displaystyle {\mathsf {2MoO_{3}+2F_{2}\ {\xrightarrow {}}\ 2MoO_{2}F_{2}+O_{2}}}}
{\displaystyle {\mathsf {2MoO_{3}+MoF_{6}\ {\xrightarrow {}}\ 3MoO_{2}F_{2}}}}
{\displaystyle {\mathsf {MoO_{3}+PbF_{2}\ {\xrightarrow {}}\ MoO_{2}F_{2}+PbO}}}

## Физические свойства
Диоксидифторид молибдена(VI) образует бесцветные или светло-жёлтые гигроскопичные кристаллы, растворимые в воде с разложением. Растворим в этиловом и метиловом спиртах. Малорастворим в диэтиловом эфире, хлороформе и тетрахлорметане.

## Химические свойства
- При растворении реагирует с водой:

{\displaystyle {\mathsf {MoO_{2}F_{2}+3H_{2}O\ {\xrightarrow {}}\ H_{2}MoO_{4}\cdot H_{2}O+2HF}}}